# Eósforo

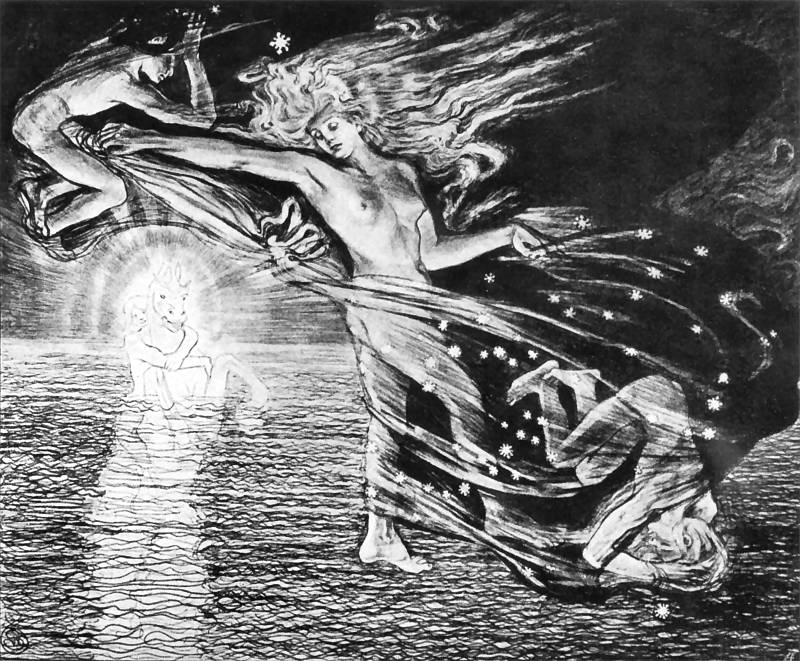
Éos e a criação de seus filhos Héspero e Eósforos, Stanisław Wyspiański, Museu Nacional de Varsóvia

Na mitologia grega Eósforo (Do antigo grego: Ἠωσφόρος ou Ἑωσφόρος, Hèosphóros ou Èosphóros) ou Fósforo (antigo grego: Φωσφόρος Phosphorus), identificada pelos gregos com a estrela d’alva ou estrela da manhã, é o filho de Éos, deusa da aurora, e também chamado de Héspero (Do antigo grego: Ἓσπερος, Hèsperos), a estrela Vésper. Seu equivalente romano era Lúcifer (do Latim lux e ferres, ou seja "portador da luz").
Possui três faces, Phosphorus (Lúcifer), Eósforo e Héspero. Phosphorus é quem traz a luz, Eósforo é a estrela da manhã e Héspero é a estrela da tarde. Porém essas três faces não estão separadas, elas fazem parte do mesmo deus.
A estrela que representa ele é a de Vênus, que é a maior das quatro e a mais próxima da terra
Ele também está relacionado com o mar e o fogo lunar. E traz tanto a luz quanto a escuridão.

## Mito

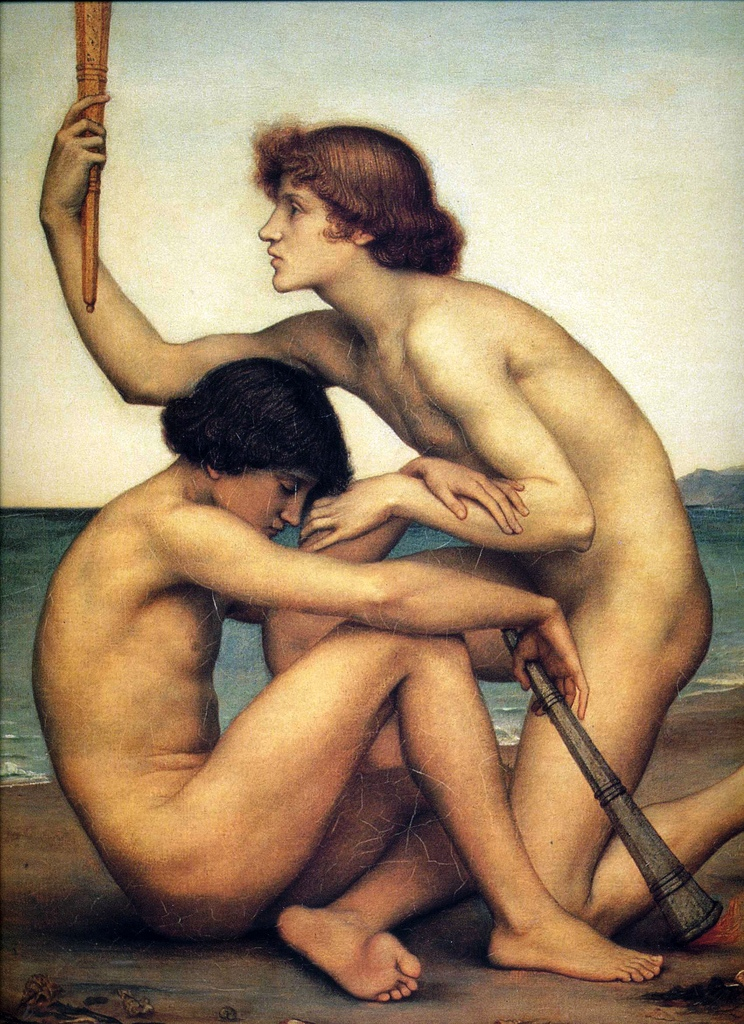
Pintura retratando as duas faces de Eosfóro, Héspero e Fósforo.

Eósforo ou Fósforo, o "filho da alva", é uma deidade menor associada à luz e ao amanhecer na mitologia grega, representado como um cavaleiro em armadura com um archote em punho. É citado como filho de Astreu e Éos, e noutras versões (e.g. Higino) é filho de Céfalo e Éos, ou até de Atlas.
Eósforo Héspero, é considerado o pai de Ceix, por Quione, e Deucalião. Outras fontes o citam como pai de Héspera, que junto de Atlas se tornou a mãe das hespéridas.

## Variação de Nomes
Eósforo/Fósforo não raro é confundido com o irmão Héspero, já que ambos representavam o Planeta Vênus durante a manhã e a tarde, respectivamente. Posteriormente, os gregos perceberam que Vênus se tratava de um mesmo astro, e passaram a identificá-lo com a deusa do amor, Afrodite — divindade esta que equivalia à mesma que o representava para os babilônios, a saber, Íxtar.
Seu nome era o equivalente a Lúcifer para os romanos que, então, com o advento do cristianismo, os Padres da Igreja (mais exatamente, São Jerônimo) o identificaram com Satanás, o "anjo de luz" que, por vaidade e soberba, caiu dos céus após se declarar superior a Jeová.